# Jagdaufseher
Ein Jagdaufseher ist eine vom Jagdausübungsberechtigten eingesetzte Person, deren Aufgabe die Wahrnehmung der Revieraufsicht und des Jagdschutzes ist.

## Deutschland

### Bestätigter Jagdaufseher
Es gibt bestätigte und nicht bestätigte Jagdaufseher, deren Betätigung auf einem privatrechtlichen Vertrag mit dem Jagdpächter beruht. Die Bestätigung erfolgt durch die jeweils zuständige Jagdbehörde. Ein bestätigter Jagdaufseher hat, sofern dies nicht auf Landesebene anders geregelt ist, in Sachen Jagdschutz dieselben Rechte wie der Revierinhaber. Darüber hinaus ist er jedoch bei begründetem Verdacht berechtigt, in seinem Dienstbezirk Personen und Fahrzeuge anzuhalten und zu durchsuchen. Dem Revierpächter ist dies nur bei Vorliegen einer rechtswidrigen Handlung, z. B. Wilderei, gestattet. Zu seinen Aufgaben gehört es u. a. Personen zur Feststellung ihrer Personalien anzuhalten, die in einem Jagdrevier unberechtigt jagen oder eine sonstige Zuwiderhandlung gegen jagdrechtliche Vorschriften begehen, oder ohne Berechtigung außerhalb der zum allgemeinen Gebrauch bestimmten Wege zur Jagd ausgerüstet angetroffen werden, von ihnen gefangenes oder erlegtes Wild, Waffen, Jagd- und Fanggeräte, Hunde und Frettchen sowie Beizvögel abzunehmen. Jagdaufseher sind befugt, wildernde Hunde und besitzerlose Katzen zu töten.
Handelt es sich beim bestätigten Jagdaufseher um einen ausgebildeten Berufsjäger oder ist er forstlich ausgebildet, so hat er innerhalb des Reviers und in jagdlichen Angelegenheiten darüber hinaus die Rechte und Pflichten eines Polizeibeamten und ist Ermittlungsperson der Staatsanwaltschaft. Diese Befugnisse stehen – je nach Landesrecht – auch Forstbeamten zu. Bestätigte Jagdaufseher sind wie Berufsjäger über die Berufsgenossenschaft versichert. Die Jagdgesetze der Länder schreiben vor, dass sich der Jagdaufseher bei Ausübung des Jagdschutzes auf Verlangen eines Betroffenen durch Vorzeigen seines Dienstausweises oder seiner Dienstmarke auszuweisen hat, es sei denn, dass ihm dies aus Sicherheitsgründen nicht zugemutet werden kann. Die bestätigten Jagdaufseher unterstehen der Dienstaufsicht der unteren Jagdbehörde. Voraussetzung zur Bestätigung als Jagdaufseher ist neben dem gültigen Jagdschein, die Jagdpachtfähigkeit sowie der erfolgreiche Besuch eines speziellen Lehrgangs. Bei ausgebildeten Berufsjägern oder Förstern kann die Jagdbehörde auf den Lehrgang verzichten. Die Jagdausübung in dem zu beaufsichtigenden Revier ist durch eine Jagderlaubnis zu bestätigen.

### Unbestätigter Jagdaufseher
Der unbestätigte Jagdaufseher oder der Jagdgast sind in der Regel nicht über die Berufsgenossenschaft versichert, da bei ihnen ein persönliches Interesse an der Jagd angenommen wird. Ein nichtbestätigter Jagdaufseher hat im Jagdschutz auch keine besonderen Rechte. Ihm steht aber, wie jedem Bürger das Recht der „Jedermann-Festnahme“ zu.

### Organisation
Die Jagdaufseher sind auf freiwilliger Basis in den entsprechenden Landesverbänden organisiert, die sich – mit Ausnahme des Bundes Bayerischer Jagdaufseher und der Jagdaufseher Brandenburg – auf Bundesebene im Bund Deutscher Jagdaufseher Verbände (BDJV) zusammengeschlossen haben.

### Dienstkleidung und Dienststellungsabzeichen
Der Jagd- und Wildtierschutz hat bundesweit immer mehr Aufgaben zu bewältigen, allerdings sind die Uniformen je nach Bundesland unterschiedlich – denn Jagd- und Wildtierschutz ist in Deutschland eine Sache der Länder und auf eine gemeinsame Uniformierung konnte man sich bislang nicht einigen.
Mit kleineren Abweichungen hat sich zu förmlichen Anlässen jedoch die folgende Uniformbeschreibung in den Bekleidungsordnungen verankert:
- Kopfbedeckung: Deutscher Jägerhut oder Baschlik
- Jacke: A-Rock oder Waldbluse mit grünem Tuchkragen
- Hemd: Grünes oder olivfarbenes Hemd mit grüner Krawatte
- Hose: Bund-, Stiefel- oder graue lange Hose

Die Schulterstücke bestehen aus einem braun-grünen Schnürengeflecht mit entsprechend dem Ausbildungs- und Tätigkeitsstand aufgebrachten silbernen Eicheln. Die Anzahl der zu tragenden Eicheln richtet sich nach dem jeweiligen Verband aber folgende Einteilung gilt als bundesweit üblich:
- Mitglied mit gültigem Jagdschein: Schulterstücke, jeweils ohne Eicheln
- Geprüfte Jagdaufseher / Wildtierschützer: Schulterstücke, jeweils mit einer silbernen Eichel
- Bestätigte Jagdaufseher / Wildtierschützer: Schulterstücke, jeweils mit zwei silbernen Eicheln

Folgende Qualifikationen (bundesweit nicht einheitlich), die zum Tragen von Schulterstücken mit jeweils einer weiteren Eichel berechtigen:
- Qualifikation als Revierhegemeister
- Vorstandsmitgliedschaft im jeweiligen Verband
- Hauptberufliche Jagdaufseher

Das Tragen von Schulterstücken und Verbandsemblemen ist in der Regel nur ordentlichen Mitgliedern der jeweiligen Verbänden vorbehalten.
Im täglichen Dienst steht dem Jagdaufseher / Wildtierschützer seine eigene und frei wählbare Dienstkleidung zur Verfügung. Einige Verbände haben sich dazu entschieden, auf der täglichen Dienstkleidung auch weiterhin die geflochtenen Schulterstücke oder Aufschieblinge zu tragen, weil dies im Umgang mit den vorwiegend uniformierten Adressaten vorteilhaft ist. Den Waldbesuchern symbolisiert diese Uniformierung die Funktion und Stellung ihres Trägers und dessen Zugehörigkeit zum Verband.

### Bundesland Baden-Württemberg
Im Bundesland Baden-Württemberg werden die Jagdaufseher seit Verabschiedung des Jagd- und Wildtiermanagementgesetzes zum 1. April 2015 als Wildtierschützer bezeichnet und mit anderen, zusätzlichen Aufgaben betraut. Die Wildtierschützer von Baden-Württemberg sind im Jagd – Natur – Wildtierschützerverband Baden-Württemberg e. V. organisiert.

## Österreich
Auch in Österreich sind die Aufgaben ähnlich wie in Deutschland und der Schweiz.
Jagdaufseher sind Personen, die vom Jagdausübungsberechtigten der Behörde gegenüber als solche gemeldet wurden. Sie haben den Status einer öffentlichen Wache und damit besondere Befugnisse. Sie sind der verlängerte Arm der Behörde, wenn es um die Einhaltung der Bestimmungen des Jagdrechtes geht. Jagdaufseher dienen vor allem dem Schutz des Wildes.
Jagdrecht ist in Österreich Ländersache, wobei sich im Kern die Vorschriften bezüglich Jagdaufsehern stark gleichen. Jagdaufseher bzw. Jagdaufseherinnen sind berechtigt und verpflichtet bei Übertretungen von Vorschriften Anzeigen zu erstatten. Durch die vermehrte Freizeitnutzung kommt es immer wieder zu Konflikten zwischen Jägern und Nichtjägern. So haben sie z. B. Personen anzuzeigen, deren Hunde im Wald frei herumlaufen, da diese eine Gefährdung für das Wild darstellen. Sie haben das Recht der Personenfeststellung als Jagdschutzorgan mit polizeilichen Befugnissen. Der Jagdaufseher ist diesbezüglich Beamter im Sinne des § 74 Z 4 Strafgesetzbuch (z. B. in Kärnten). Er ist verpflichtet, sich durch Dienstabzeichen und Dienstausweis als Jagdaufseher auszuweisen. Dadurch soll Amtsanmaßung vermieden werden.

## Schweiz
In der Schweiz kann der Jagdaufseher als Beruf ausgeübt werden.
Seine Tätigkeit sorgt für die Einhaltung gesetzlicher Vorschriften bezüglich Jagd, Schutz von wildlebenden Tieren und den Forstbestand. Als von Jagdgesellschaften und Jagdpächtern Gewählter, überwacht er die Wildbestände und den Jagdbetrieb und ist zuständig für bestimmte Jagdreviere. Die Funktion der Jagdaufsicht wird durch
Personen übernommen, die selbst Jäger sind und über einen Jagdpass verfügen. Sie beraten Landwirte und Waldbesitzer in Fragen der Wildschadenverhütung und unterstützen Naturschutzgruppierungen. Sie sorgen für die Einhaltung der Naturschutzbestimmungen und den Jagdschutz.